# Wilhelm Lewicki
Wilhelm Lewicki (* 21. September 1935 in Erfurt; † 10. Oktober 2001 in Ludwigshafen am Rhein) war ein Förderer der Wissenschaftsgeschichte.
Der Urururenkel Justus Liebigs und Ururenkel Carl Thierschs studierte nach dem Abitur 1955, das er in Saarbrücken ablegte, in Saarbrücken und Hamburg Soziologie, Romanische Sprachen, Englisch, Betriebswirtschaft und Volkswirtschaft und begann 1960 für eine Ludwigshafener Firma im Chemikalien- und Rohstoffeinkauf zu arbeiten. 1969 gründete er die Prohama B.V., die er 1989 im Management-Buy-Out übernahm. 1991 wurde der Sitz des Unternehmens nach Ludwigshafen am Rhein verlegt. 1978 gründete er die Epandage-Vinasse-Ausbringungs-GmbH, spezialisiert auf die Vermarktung von Vinasse, einem organischen Nährstoff für Boden-Mikroorganismen und Pflanzen.
Er trug eine umfangreiche Bibliothek naturwissenschaftlicher und wissenschaftsgeschichtlicher Werke, insbesondere seines Vorfahren Liebig, zusammen.
Ferner gehörte er lange dem Vorstand der Justus-Liebig-Gesellschaft an, unterstützte die Restaurierung des Liebig-Laboratoriums in Gießen, stiftete den an die enge Zusammenarbeit Liebigs mit Friedrich Wöhler erinnernden Liebig-Wöhler-Freundschaftspreis, führte die Baron von Liebig Memory Lecture ein und schuf 1998 die Ausstellung Alles ist Chemie zum Werk Liebigs, die in mehreren Städten Europas gezeigt wurde.
Er war Träger des Bundesverdienstkreuzes am Bande.